# آشپزی اسکاتلندی

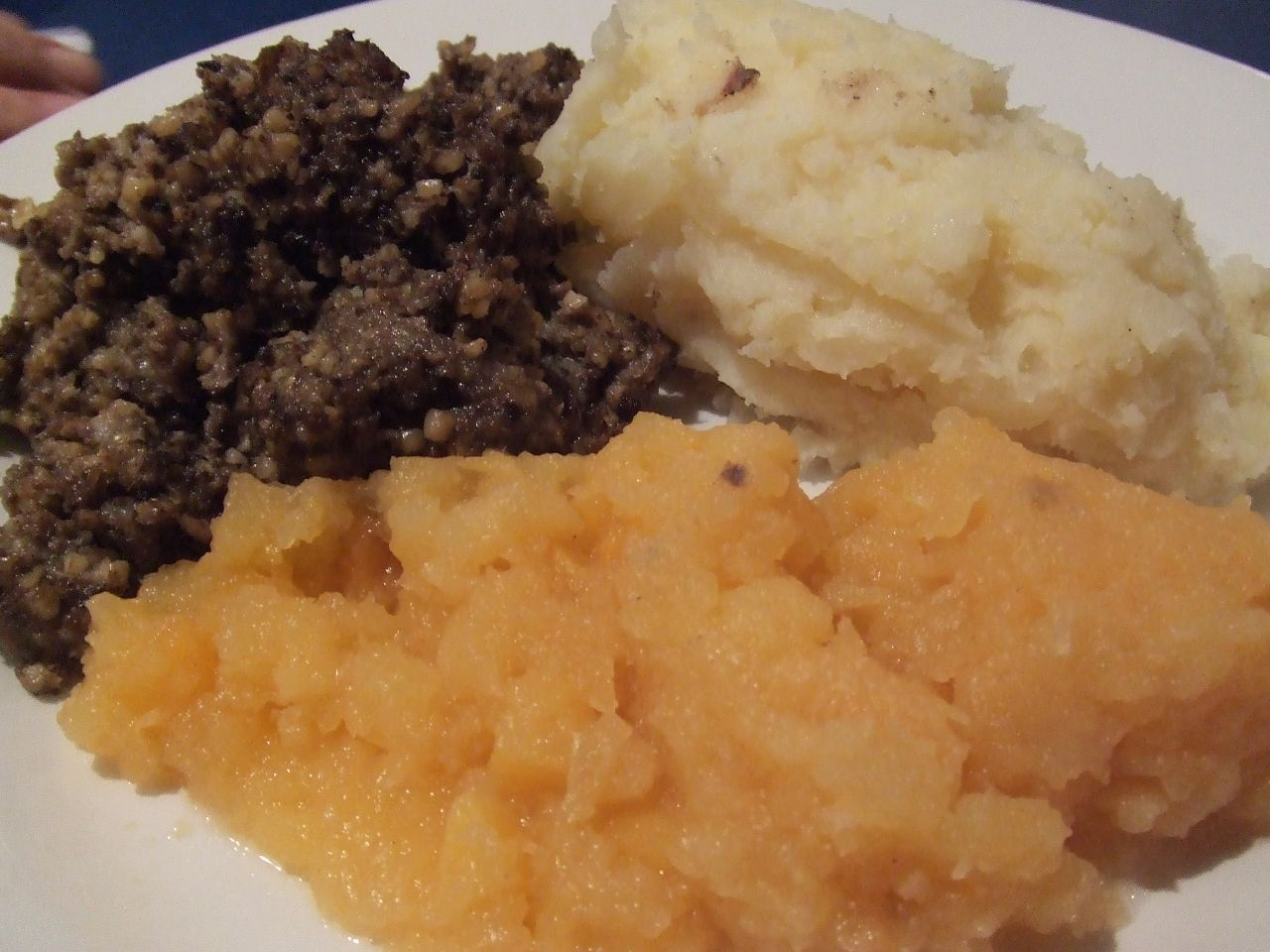
هاگیس، نیپس و سیب‌زمینی

آشپزی اسکاتلندی شامل سبک‌های آشپزی، سنت‌ها و دستور پخت‌های مرتبط با اسکاتلند است. این سبک دارای ویژگی‌ها و دستور پخت‌های متمایزی است، اما در نتیجه تأثیرات محلی، منطقه‌ای و قاره‌ای – چه باستان و چه مدرن – با سایر سبک‌های آشپزی مانند بریتانیایی و گسترده‌تر اروپایی نیز اشتراک دارد.
انباشتگاه طبیعی اسکاتلند از سبزیجات، میوه، جو، ماهی و سایر غذاهای دریایی، محصولات لبنی و شکار عامل اصلی در آشپزی سنتی اسکاتلندی است که با اتکای زیادی به سادگی، عموماً بدون استفاده از ادویه‌های کمیاب (و از لحاظ تاریخی گران‌قیمت) موجود در خارج از کشور، شکل گرفته است.

## تاریخچه
اسکاتلند با آب و هوای معتدل و فراوانی گونه‌های شکار بومی، هزاران سال است که برای ساکنانش غذا فراهم کرده است. غنای غذاهای دریایی موجود در سواحل و خارج از آن تغذیه اولین ساکنان را تأمین می‌کرد. با انتشار کشاورزی، جو دوسر بدوی به سرعت به غذای اصلی تبدیل شد.

### قرون وسطی
از کارگر تا پایین‌ترین رعیت، گوشت یک کالای گران‌قیمت بود که به ندرت مصرف می‌شد. برای طبقات پایین اسکاتلندی‌های قرون وسطی، این محصول حیوانات آنها فی نفسه بود، نه خود جانوران که تغذیه می‌کردند.
این امر امروزه در غذاهای سنتی اسکاتلندی با تأکید بر محصولات لبنی مشهود است. یک وعده غذایی معمولی در اسکاتلند قرون وسطایی شامل یک ظرف سبزی و ریشه (و در صورت موجود بودن مقداری گوشت، معمولاً غذاهای دریایی یا عصاره برای طعم دهی)، همراه با نان و تخم مرغ، پنیر یا کلپ در صورت امکان و دست یافتن بود.
اسکاتلند در بخش بزرگی از هزاره دوم یک کشور ارباب‌رعیتی بود. این امر محدودیت‌های خاصی را در مورد آنچه که فرد مجاز به شکار آن بود و بنابراین غذا خوردن است، ایجاد می‌کرد. در تالارهای بزرگان قلمرو می‌شد انتظار گوشت گوزن، گراز، انواع مرغ و پرندگان آوازخوان، ادویه‌های گران‌قیمت (فلفل، میخک، دارچین و غیره) و گوشت گونه‌های اهلی را داشت.
قبل از معرفی و انتشار سیب‌زمینی توسط سر والتر رالی به جزایر بریتانیا، منبع اصلی کربوهیدرات اسکاتلندی‌ها نانی بود که از جو دوسر یا جو تهیه می‌شد. کشت گندم به دلیل آب و هوای مرطوب عموماً دشوار بود. صرفه جویی در غذا از زمان‌های قدیم مشهود بود، تل زباله‌های حفاری شده شواهد کمی از چیزی جز سخت‌ترین استخوان‌ها را نشان می‌داد. تمام قسمت‌های حیوان استفاده می‌شد.
طبیعت متحرک جامعه اسکاتلند به غذایی نیاز داشت که نباید به سرعت فاسد می‌شد. حمل یک کیسه کوچک بلغور جو دوسر که می‌توانست با استفاده از یک ساج (گریدل) به فرنی یا کیک جو دوسر اصلی تبدیل شود، رایج بود. تصور می‌شود که غذای ملی اسکاتلند، هاگیس، به روشی مشابه منشأ گرفته باشد: مقدار کمی از احشا یا گوشت بی‌کیفیت، که در ارزان‌ترین کیسه موجود، شکمبه گوسفند یا خوک حمل می‌شد. همچنین گفته شده که این غذا توسط مهاجمان اسکاندیناوی که سعی در حفظ غذای خود در طول سفر طولانی از اسکاندیناوی داشتند، معرفی شده است.

### دوره مدرن اولیه
در طول دوره مدرن اولیه، آشپزی فرانسوی به دلیل تبادلات فرهنگی که توسط " Auld Alliance " ایجاد شد، در آشپزی اسکاتلندی نقشی ایفا کرد. هنگامی که ماری، ملکه اسکاتلند به اسکاتلند بازگشت، کارکنان همراه فرانسوی را آورد که در آشپزی اسکاتلندی انقلابی ایجاد کردند و برخی از اصطلاحات غذایی منحصر به فرد اسکاتلند را ایجاد نمودند.

### قرن‌های ۱۸ام و ۱۹ام
با رشد مستغلات برای شکار و ظهور محصور کردن زمین در قرن هجدهم، برداشت علوفه اسکاتلند به یک صنعت تبدیل شد. راه‌آهن‌ها دامنه بازار را بیشتر گسترش دادند و مدت کوتاهی پس از دوازدهم باشکوه، باقرقره‌های اسکاتلندی در فهرست غذاهای انگلیسی برتری داشته و گران‌تر بودند (مانند امروز).
در قرن نوزدهم، شارلوت، بانوی کلارک از تلیپرونی در طول زندگی‌اش به گردآوری دستورهای پخت با پرسش از مهمانداران یا آشپزهای جامعه کرد و سپس آنها را برای خودش در Tillypronie (ابردیدن‌شیر) آزمایش کرد. مجموعه گردآوری شده توسط او پس از مرگ در سال ۱۹۰۹ با عنوان کتاب آشپزی بانو کلارک از تیلیپرونی منتشر شد.

### قرن ۲۰ام و ۲۱ام
در دسترس بودن برخی از مواد غذایی در اسکاتلند، مشابه سایر بخش‌های بریتانیا، در قرن بیستم آسیب دید. جیره‌بندی در طول دو جنگ جهانی و همچنین کشاورزی صنعتی در مقیاس بزرگ، تنوع مواد غذایی در دسترس عموم را محدود کرد. با این حال، واردات از امپراتوری بریتانیا و فراتر از آن، غذاهای جدیدی را به عموم مردم اسکاتلند معرفی نمود.
در طول قرن‌های ۱۹ و ۲۰ مهاجرت گسترده‌ای از ایتالیا و بعدها از خاورمیانه، هند و پاکستان به اسکاتلند صورت گرفت. این فرهنگ‌ها به طرز چشمگیری بر آشپزی اسکاتلندی‌ها تأثیر گذاشته است. ایتالیایی‌ها استاندارد محصولات تازه را دوباره معرفی کردند و تازه واردان ادویه را معرفی نمودند. با گسترش اتحادیه اروپا در سال‌های اولیه قرن بیست و یکم، جمعیت اروپای شرقی به ویژه از لهستان افزایش یافته است. چندین رستوران خاص و غذاخوری برای پذیرایی از مهاجران جدید در شهرهای بزرگتر افتتاح شده است. از آن زمان تلفیقی از آشپزی اسکاتلندی و آشپزی‌های دیگر رخ داده است، نمونه ای از آن در سال‌های اخیر ابداع غذایی چون پاکوره هاگیس است.

### فست فود
شهرت اسکاتلند برای بیماری‌های عروق کرونر و مرتبط با رژیم غذایی، ناشی از مصرف گسترده فست فود از اواخر قرن بیستم در این کشور است. فروشگاه‌های ماهی و چیپس بسیار محبوب هستند و در واقع مایه و سرخ شده هاگیس برای شام همچنان یکی از غذاهای مورد علاقه است. در منطقه اطراف ادینبورگ، محبوب‌ترین چاشنی برای وعده‌های غذایی چیپس، «نمک و سس» است، عنصر سس متشکل از سس قهوه ای رقیق شده با آب و سرکه است. با این حال، در گلاسکو و جاهای دیگر، سس چیپسی ناشناخته است و سس کچاپ یا نمک و سرکه ترجیح داده می‌شود، که باعث ایجاد بحث‌های سبک دلالانه در مورد شایستگی گزینه‌ها در میان ساکنان شهرها می‌شود، که تمایل دارند جایگزین‌های دیگر را یک مفهوم گیج کننده بیابند.
فروشگاه‌های فروش پیتزا، کباب، پاکوره و سایر مواد غذایی راحت نیز به‌طور فزاینده‌ای محبوب شده‌اند که نمونه‌ای از این سبک، غذا جعبه مونچی است.
علاوه بر فست فودهای مستقل، در دهه ۱۹۶۰ بارهای همبرگر به سبک آمریکایی و رستوران‌های دیگری مانند ویمپی معرفی شدند و در دهه ۱۹۸۰، مک‌دونالد، برگر کینگ، پیتزا هات و کی‌اف‌سی در اسکاتلند ظاهر شدند و پس از آن تعداد زیادی از فرانچایزهای اولیه ساب‌وی در قرن ۲۱ پدیدار شدند. شعبه‌های گرگس که کیک، شیرینی و ساندویچ ارائه می‌دهند نیز معمولاً در خیابان‌های بزرگ اسکاتلند، اغلب در کنار نانوایی‌های کوچک‌تر رقیب، پیدا می‌شوند.

## غذاها و خوراک‌ها
این غذاها و خوراکی‌ها سنتی اسکاتلند هستند یا ریشه در آن سرزمین دارند.

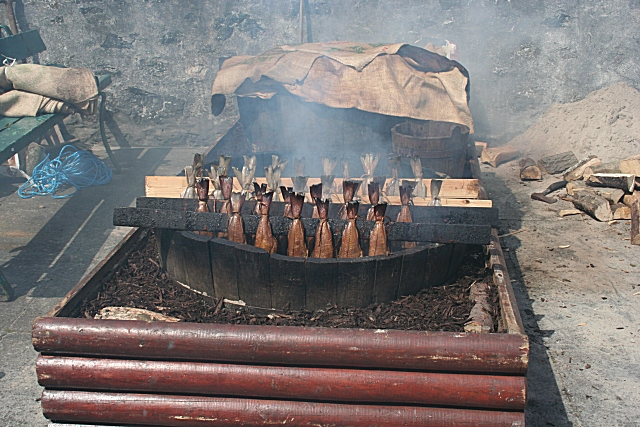
دودهای آربرات
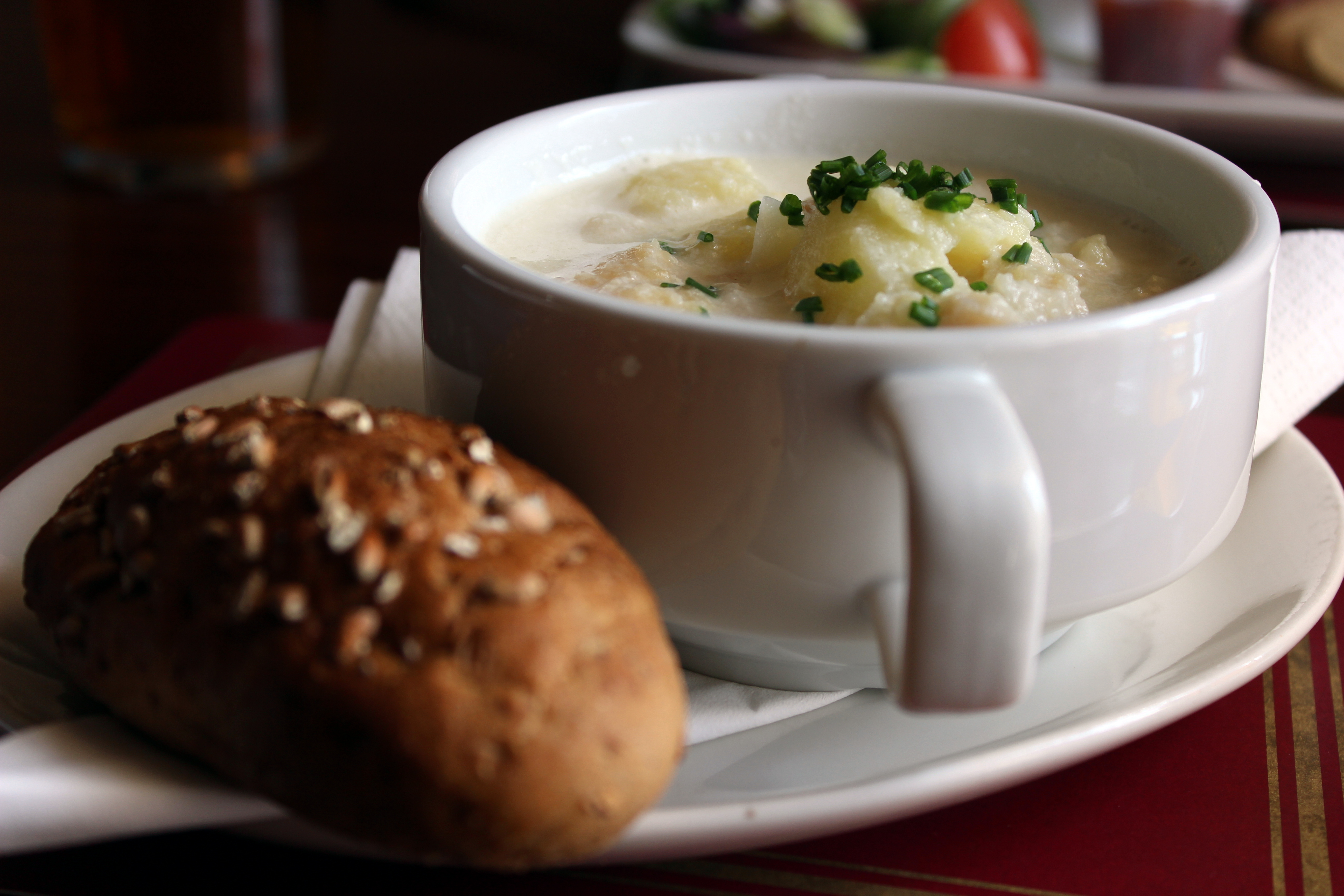
کالن اسکینک (راست)، با نان سرو می‌شود
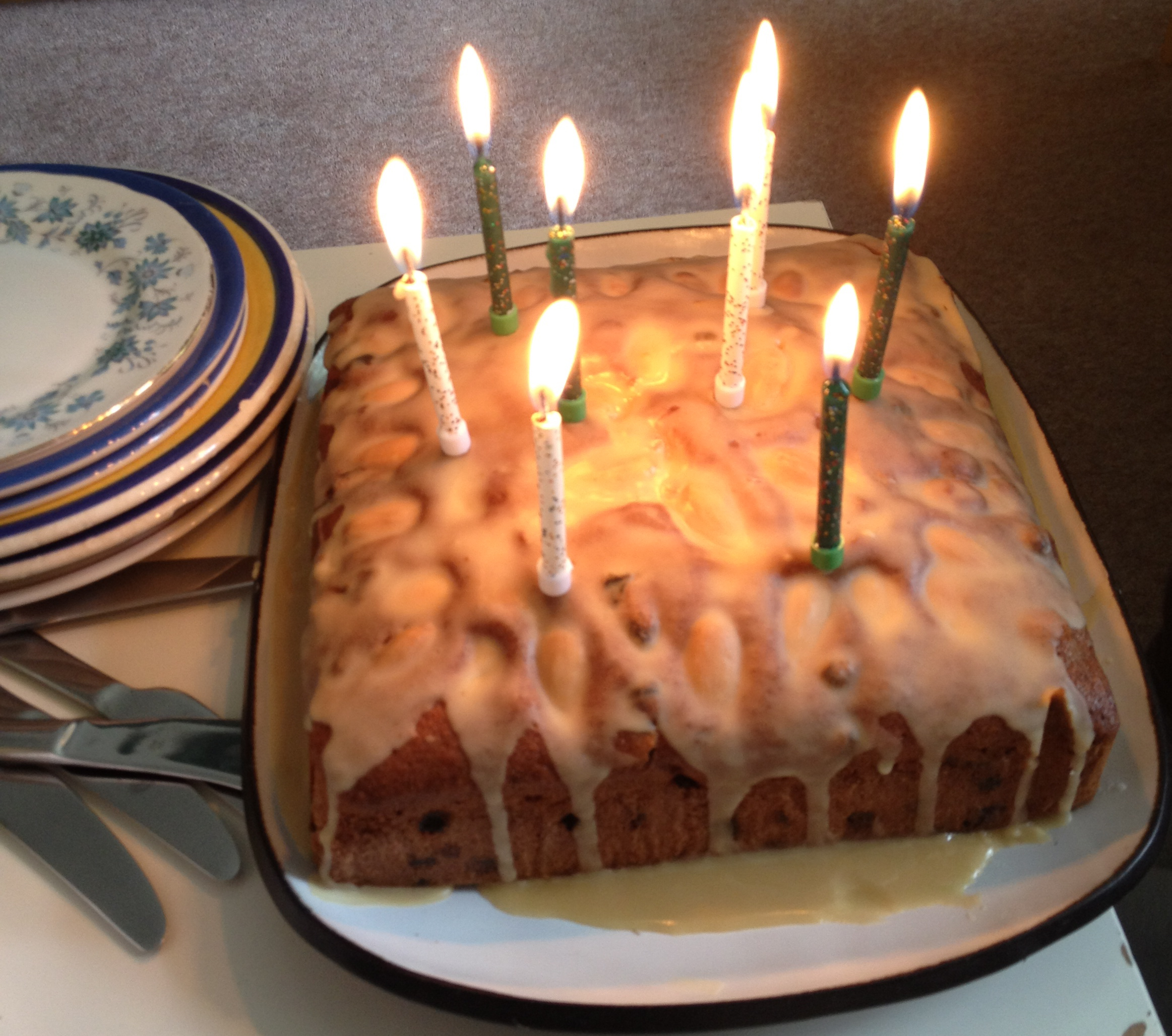
کیک داندی
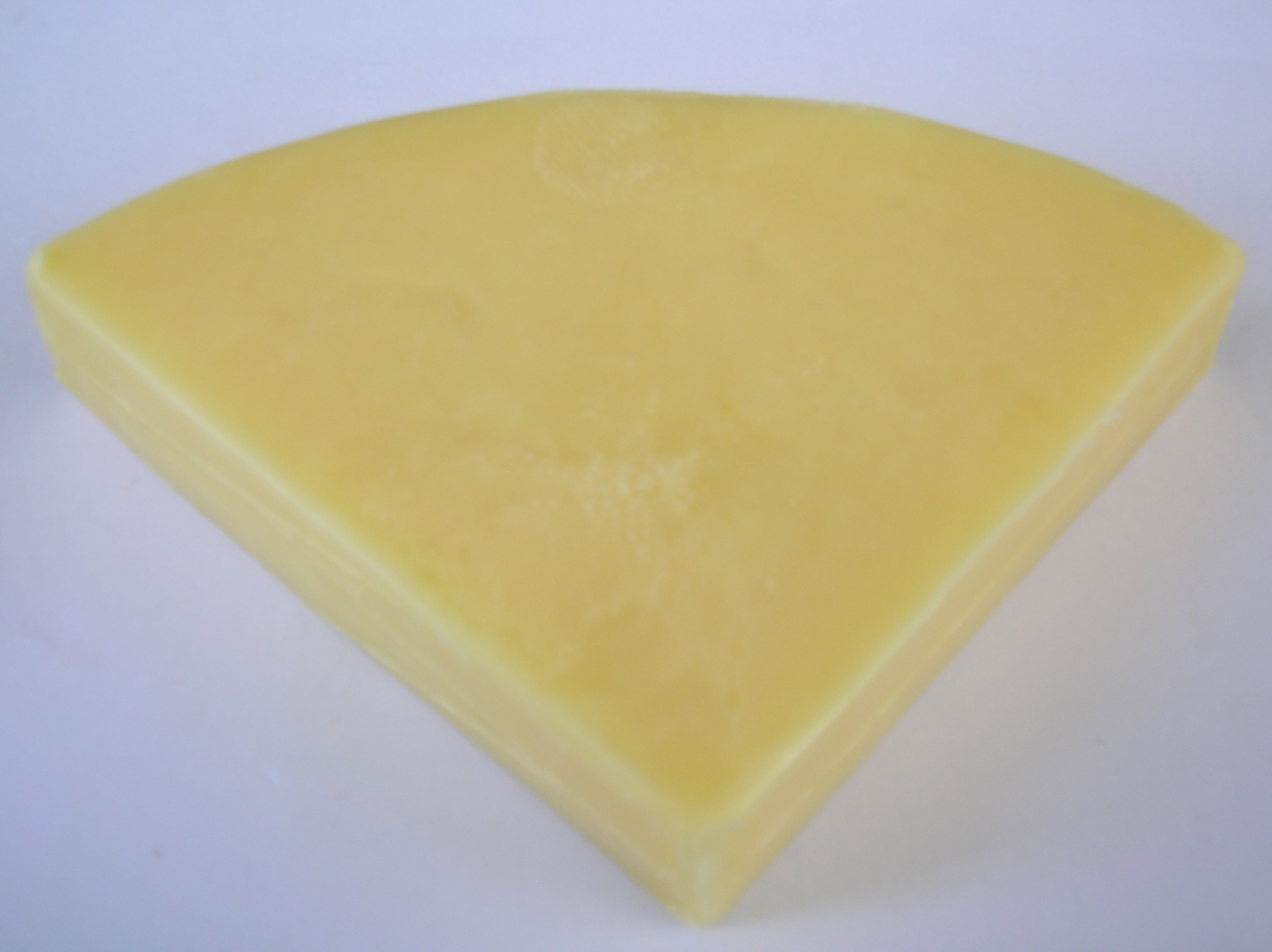
پنیر دونلوپ
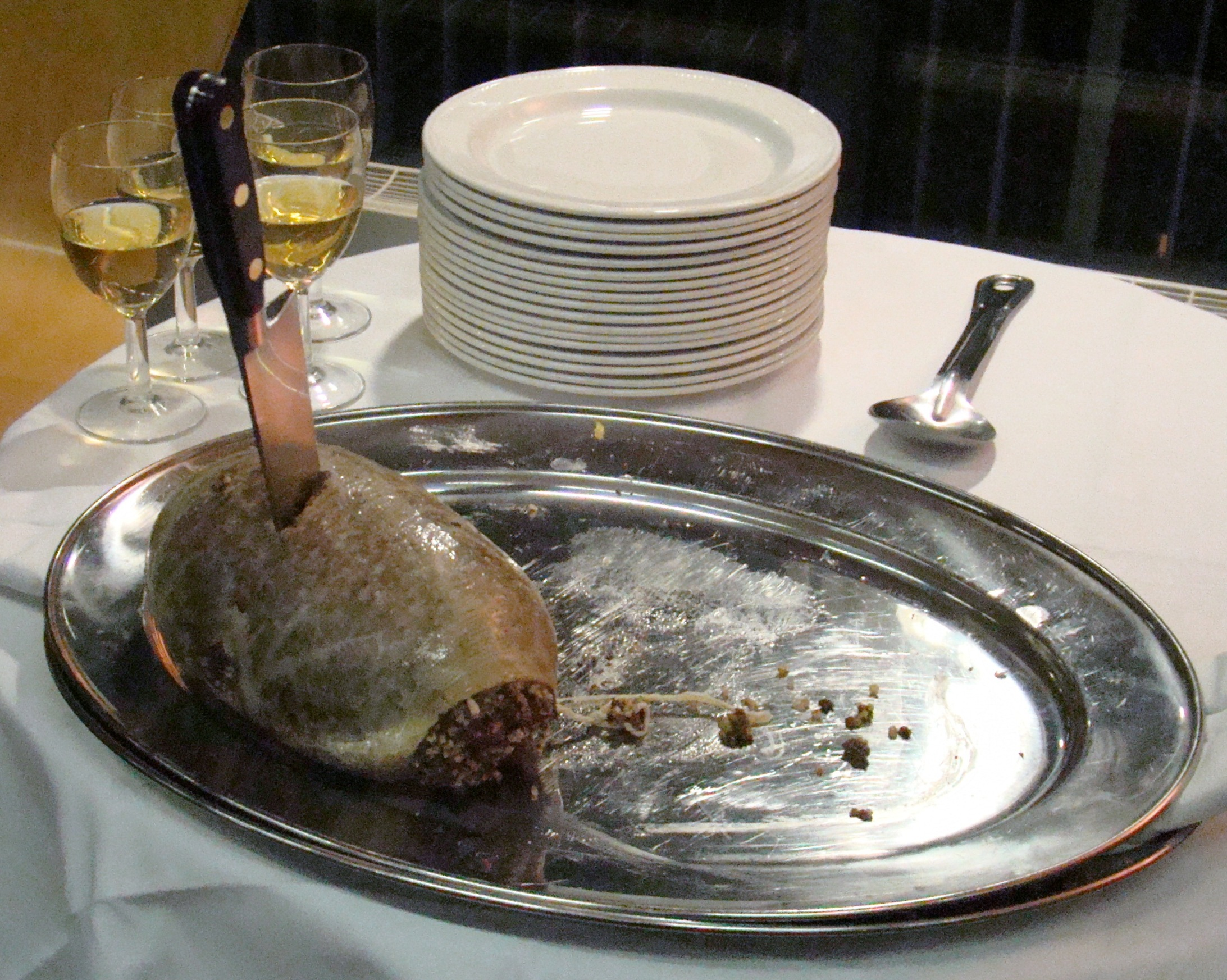
هاگیس در یک بشقاب
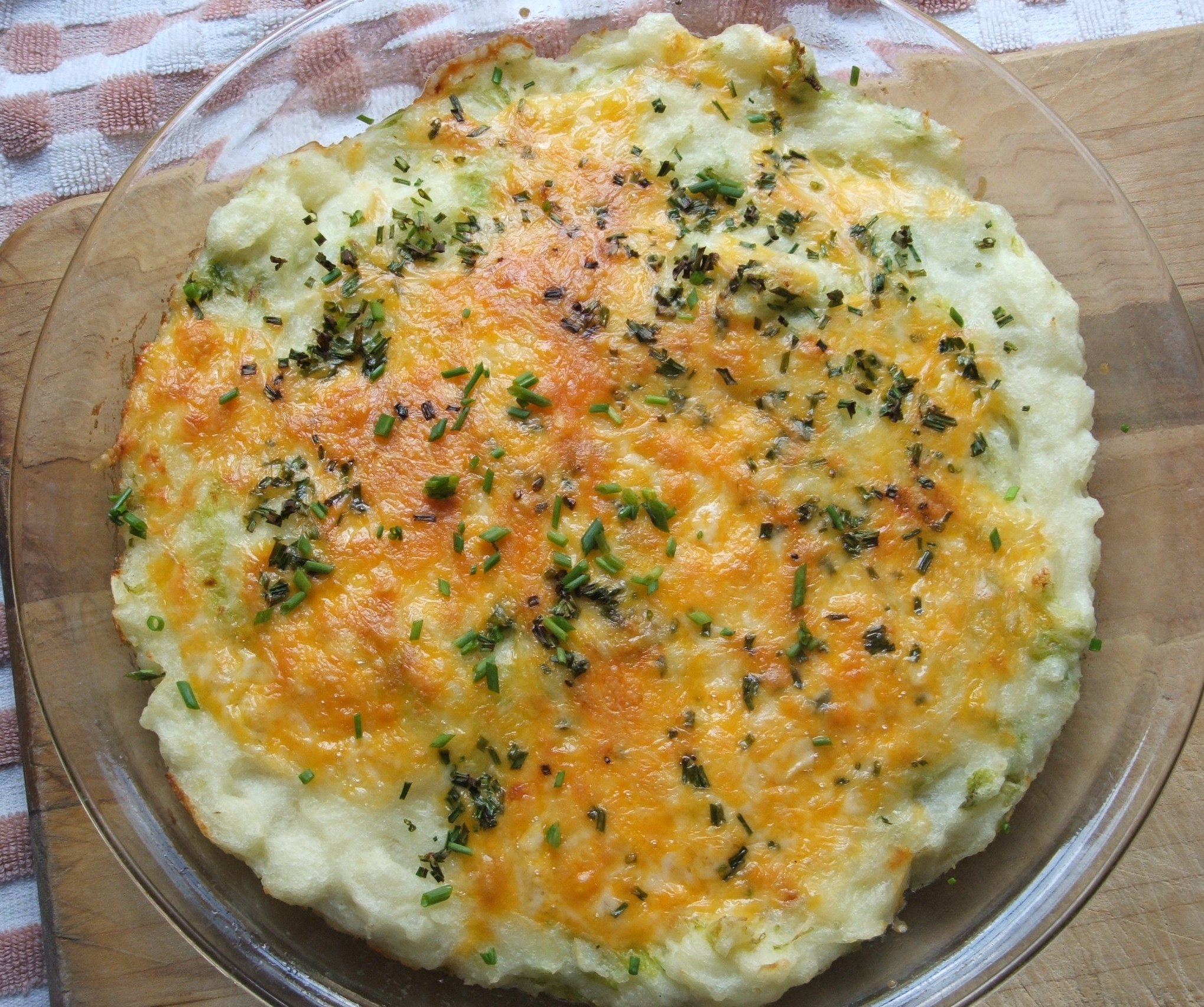
غذایی از اسکاتیش بوردرز ، رامبلدتومپس
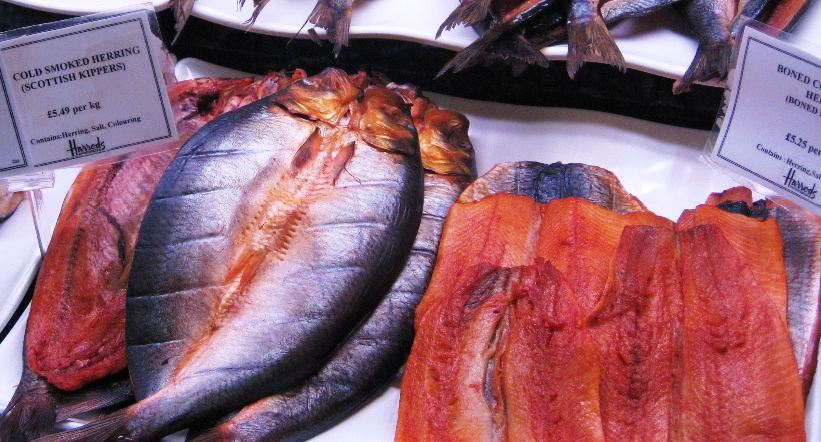
کیپر اسکاتلندی ، برای فروش در هرودز

## نوشیدنی‌ها

### الکلی

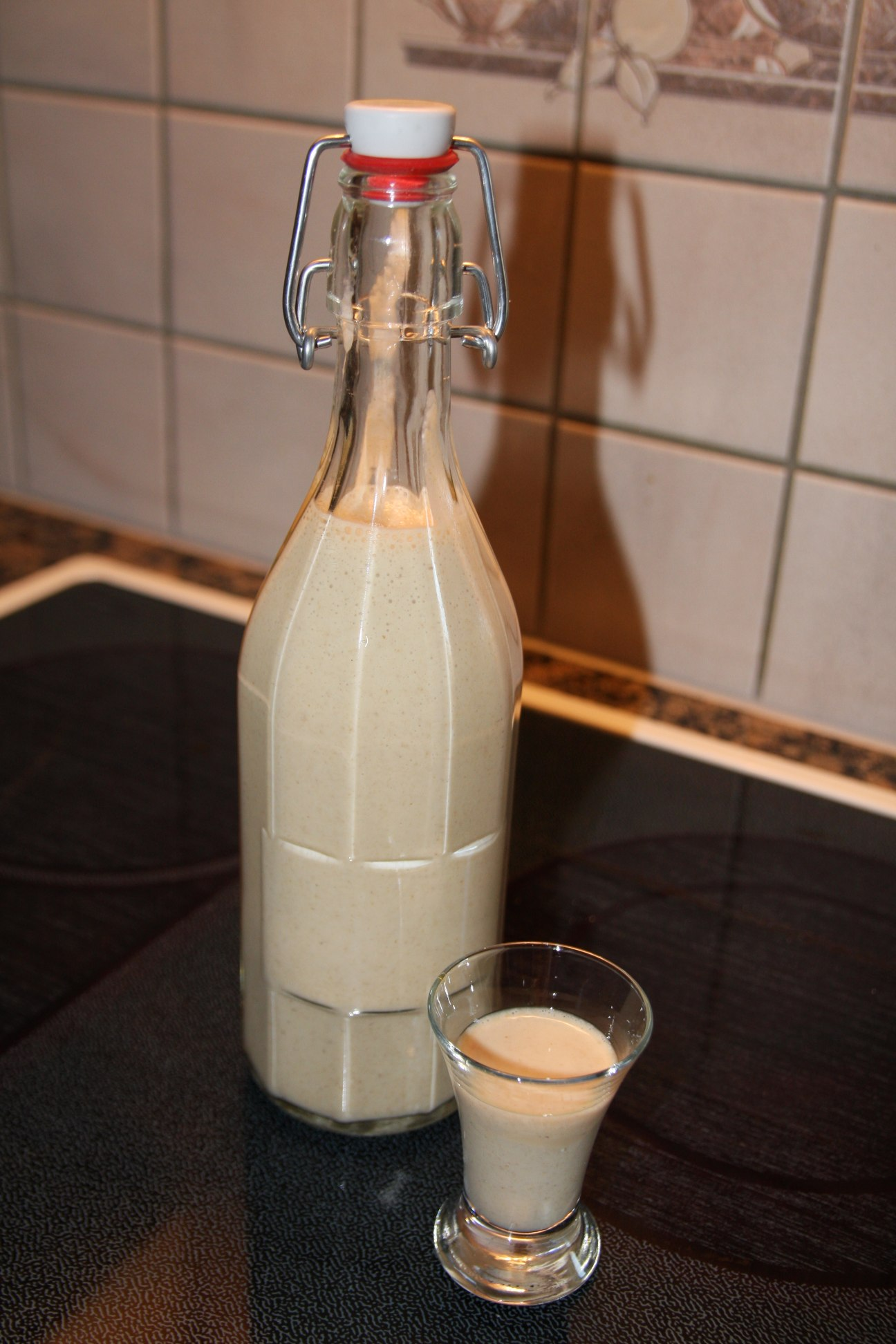
آتول بروس

- ۹۰ شیلینگ ایل، ۸۰ شیلینگ ایل، ۷۰ شیلینگ ایل
- ایندیا پیل ایل
- آتول بروس، کوکتلی که با استفاده از جو دوسر بروس، عسل، ویسکی و گاهی خامه (به ویژه در مناسبت‌های جشن) تهیه می‌شود.
- کرابیز
- درامبوی
- شراب زنجبیل
- آبجوی پاینت داغ و ادویه‌دار که ممکن است به آن شکر، تخم‌مرغ و مشروبات الکلی اضافه شود.
- آبجوی هدر، طعم‌دار شده با برگ‌های هدر جوان
- اسکی اسکاتلندی
- میست اسکاتلندی، کوکتل که عمدتاً حاوی ویسکی اسکاتلندی است.
- ویسکی اسکاتلندی
- تننت لاگر

### غیر الکلی
- چای صبحانه
- ایرن-برو، یک نوشابه گازدار به رنگ نارنجی روشن
- رد کولا، یک نوشابه گازدار قرمز روشن
- شوگرلی